# 사바르마티강

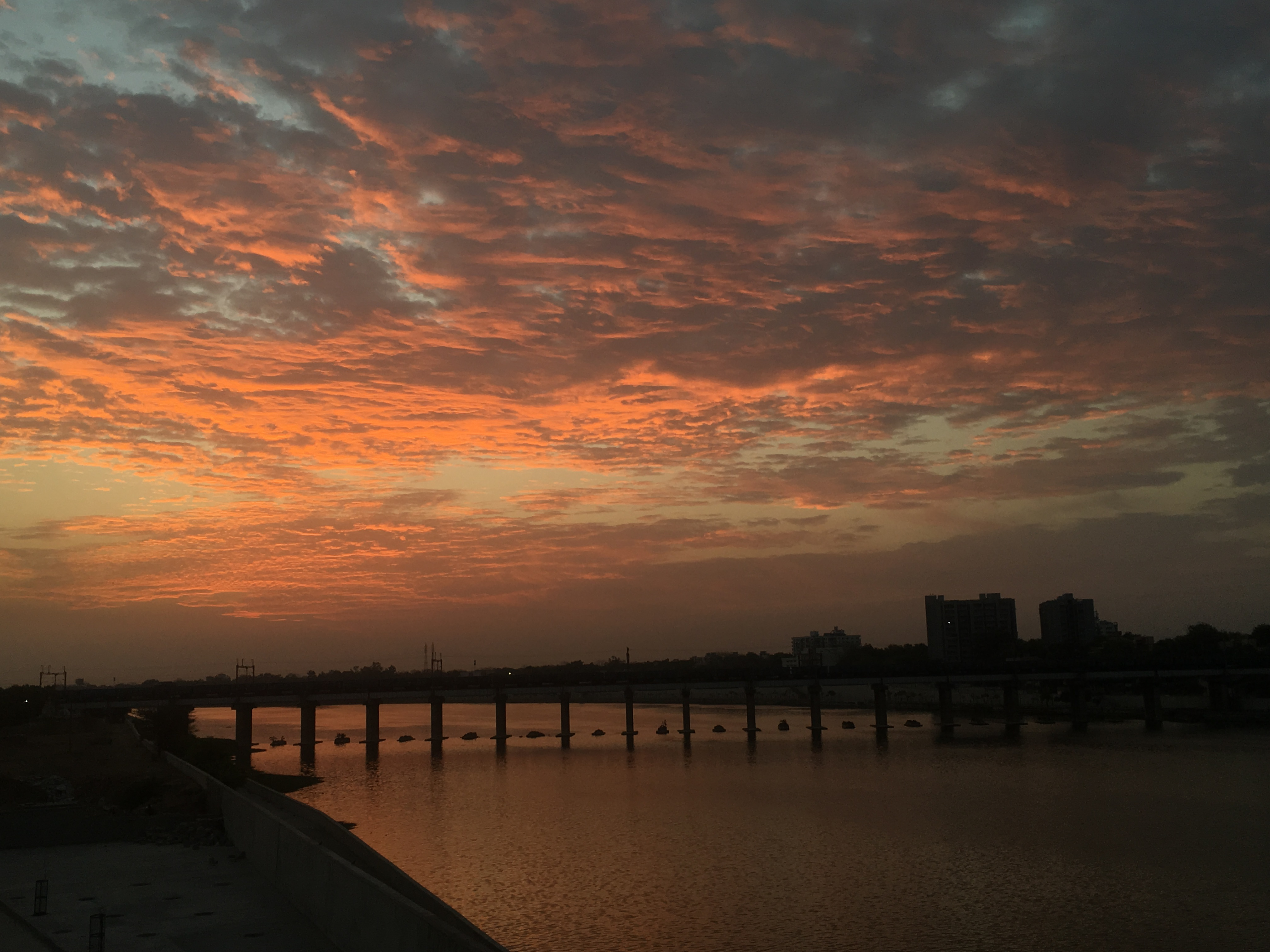
사바르마티강

사바르마티강(Sabarmati River)은 인도 북서부의 강이다. 라자스탄주 남부 아라발리산맥 해발 782m 지점에서 발원하여 라자스탄주에서 48km, 구자라트주에서 323km, 총합 371km를 남서쪽을 향해 아마다바드 등의 도시를 거쳐 흐르다가 캄바트만에 접한다. 유역 넓이는 30,680km2다.